# Huub Duyn
Huub Duyn (Onderdijk, Medemblik, 1 de setembre de 1984) és un ciclista neerlandès, professional des del 2003 i actualment a l'equip Vérandas Willems-Crelan.

## Palmarès
- 2006
  - 1r al París-Tours sub-23
  - Vencedor d'una etapa del Triptyque des Monts et Châteaux
  - Vencedor d'una etapa del Triptyque des Barrages
  - Vencedor d'una etapa de la Ronde van Vlaams-Brabant
- 2017
  - 1r a la Rad am Ring